# Lluís Maria de Puig
Lluís Maria de Puig i Olivé (Báscara, 29 de julio de 1945-Gerona, 12 de diciembre de 2012) fue un político, historiador y profesor universitario español.

## Biografía
Licenciado en Historia, estudió en Gerona, Barcelona y en la Universidad de la Sorbona en París. Fue profesor de Historia Contemporánea en la Universidad Autónoma de Barcelona y en la de Gerona. Fue autor de dieciocho libros de historia, coautor en una decena más y autor de multitud de trabajos académicos publicados, así como de artículos de opinión en la prensa nacional e internacional. Por su obra académica fue nombrado doctor honoris causa por la Universidad de Constanza. Entre sus obras se encuentran las biografías de Carles Rahola y Josep Tarradellas.
Militante de Convergència Socialista de Catalunya, y después del Partido de los Socialistas de Cataluña (PSC) y de la Unión General de Trabajadores (UGT), formó parte de la dirección nacional del PSC. Fue elegido diputado el Congreso por la circunscripción electoral de la provincia de Gerona en las elecciones generales de 1979, 1982, 1986, 1989, 1993, 1996 y 2000. En las elecciones de 2004 fue elegido senador en la candidatura Entesa Catalana de Progrés. Tuvo responsabilidades en la política europea como presidente de la Asamblea de la Unión Europea Occidental (hasta el 2000) y de la Asamblea Parlamentaria del Consejo de Europa (hasta el 2010).
Desde diciembre de 2010 fue presidente del Consell Català del Moviment Europeu, Vicepresidente de la Fundación Ernest Lluch, presidente de la Associació catalana de cooperació universitària internacional (WUSMED) y presidente honorario de la Asamblea Parlamentaria del Consejo de Europa.